# Ōgimachi
L'empereur Ōgimachi (正親町天皇, Ōgimachi tennō, nom propre : Michihito), né le 18 juin 1517 et décédé le  6 février 1593, est le 106e empereur du Japon selon l'ordre traditionnel et succède à son père Go-Nara. Il règne du 27 octobre 1557 au 17 décembre 1586.